# 沒藥蛺蝶屬
沒藥蛺蝶屬（學名：Smyrna）是蛺蝶亞科蛺蝶族中的一個屬，物種分佈於新熱帶界。

## 分類
- 沒藥蛺蝶 Smyrna blomfildia
- 卡兒沒藥蛺蝶 Smyrna karwinskii